# Bulldozing-Effekt

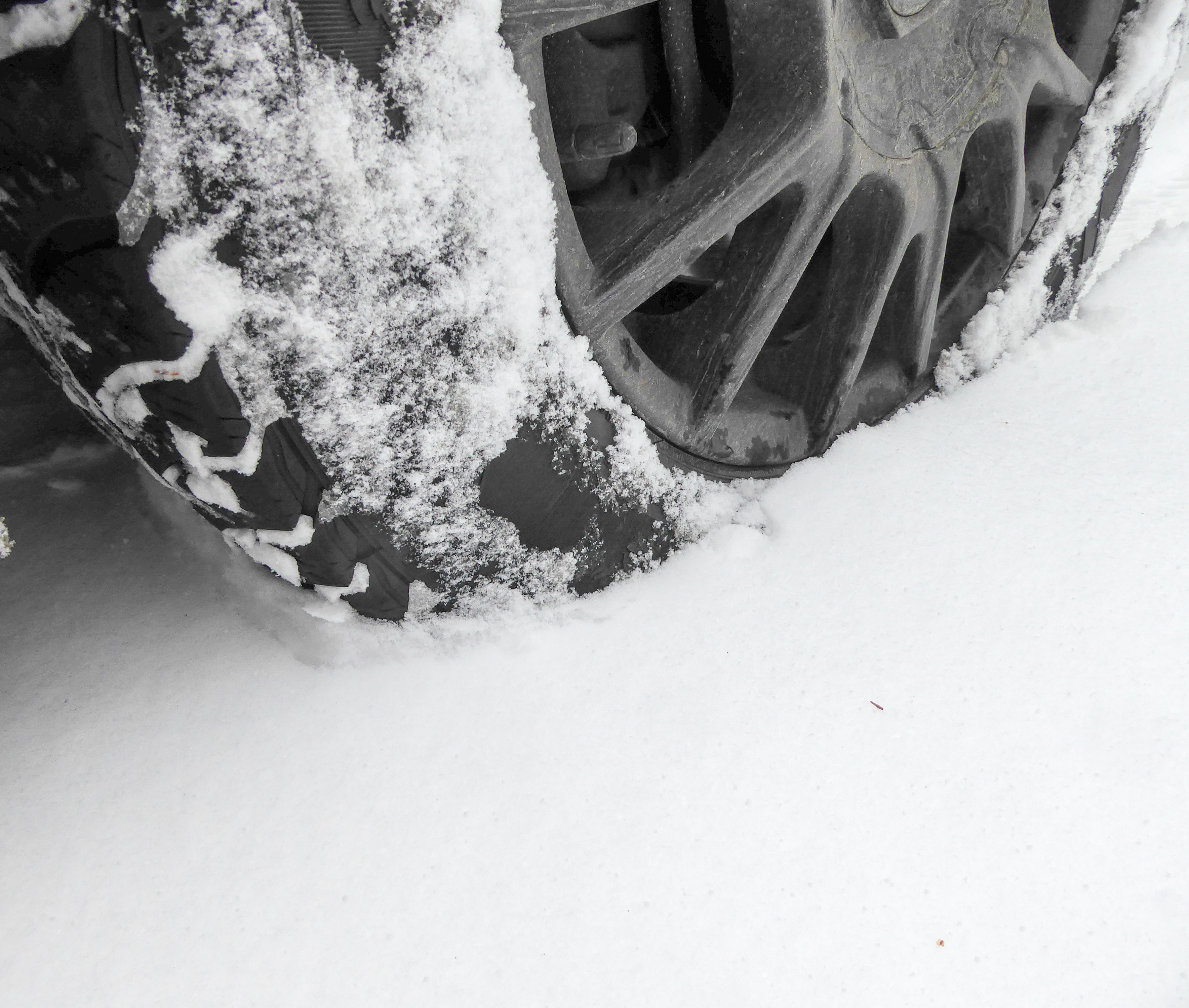
Fahrzeugluftreifen im Schnee bei der Spurbildung

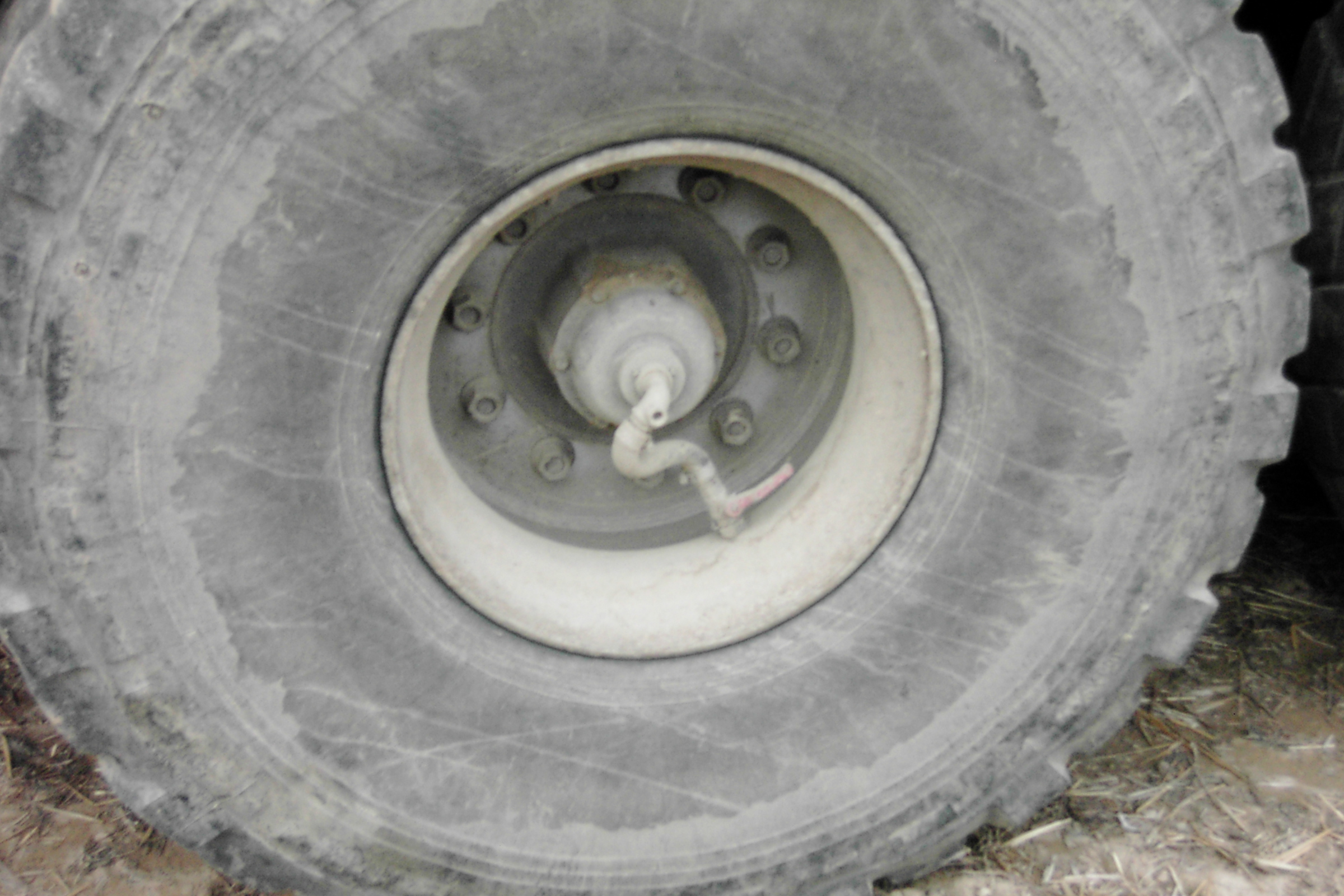
Reifendruckregelanlagen-Anschluss an landwirtschaftlichem Anhänger

Bulldozing-Effekt bezeichnet den vor einem Reifen entstehenden Keil, der bei Fahrten in weichem Untergrund entsteht und dadurch den Gesamt-Radwiderstand erhöht, wodurch mehr Kraft aufgewendet werden muss, um das Fahrzeug in diese Richtung zu bewegen.
Die Entstehung des Bulldozing-Effekts steht im umgekehrten Zusammenhang zum Luftdruck im Luftreifen (Reifeninnendruck). Bei Fahrten auf plastisch verformbarer Fahrbahnen (z. B. Sand, Wiese, Erde, Schnee etc.) führt ein niedriger Luftdruck im Reifen dazu, dass der Fahrzeugreifen eine größere Auflagefläche hat und weniger tief in den Boden eindringen kann (Spurrille), wodurch der entstehende Keil vor dem Reifen kleiner wird und die Leistung des Fahrzeuges besser genutzt werden kann bei meist gleichzeitigem verringertem Treibstoffverbrauch. Beispiel: der Diesel-Treibstoffverbrauch bei einem Traktor erhöht sich pro Zentimeter Spurtiefe durch die erzwungene Reifenverformung und den Bulldozing-Effekt um ca. 10 %.
Tiefe Spurrillen bei der Feldarbeit führen auch zu unerwünschter Bodenverdichtung, können den Schlupf des Reifen erhöhen und zum Hängenbleiben des Fahrzeugs oder der Maschine führen.
Da vor allem viele Fahrzeuge und Maschinen aus der Landtechnik und im Militärbereich mit Luftbereifung sowohl auf der befestigten Straße als auch im Gelände betrieben werden, müssen die Vorteile des höheren Reifeninnendrucks bei Straßenfahrt im Verhältnis zu den Nachteilen bei Geländefahrt ausgeglichen werden. Dies kann zum Beispiel durch eine automatische Reifendruckregelanlage erfolgen. Dadurch erübrigt sich das händische Anpassen des Reifendrucks, da mit einem automatischen System der Druck der Reifen zwischen Feldeinsatz und Straßenfahrt vom Fahrzeuginneren aus geregelt werden kann.

## Widerstandsberechnung

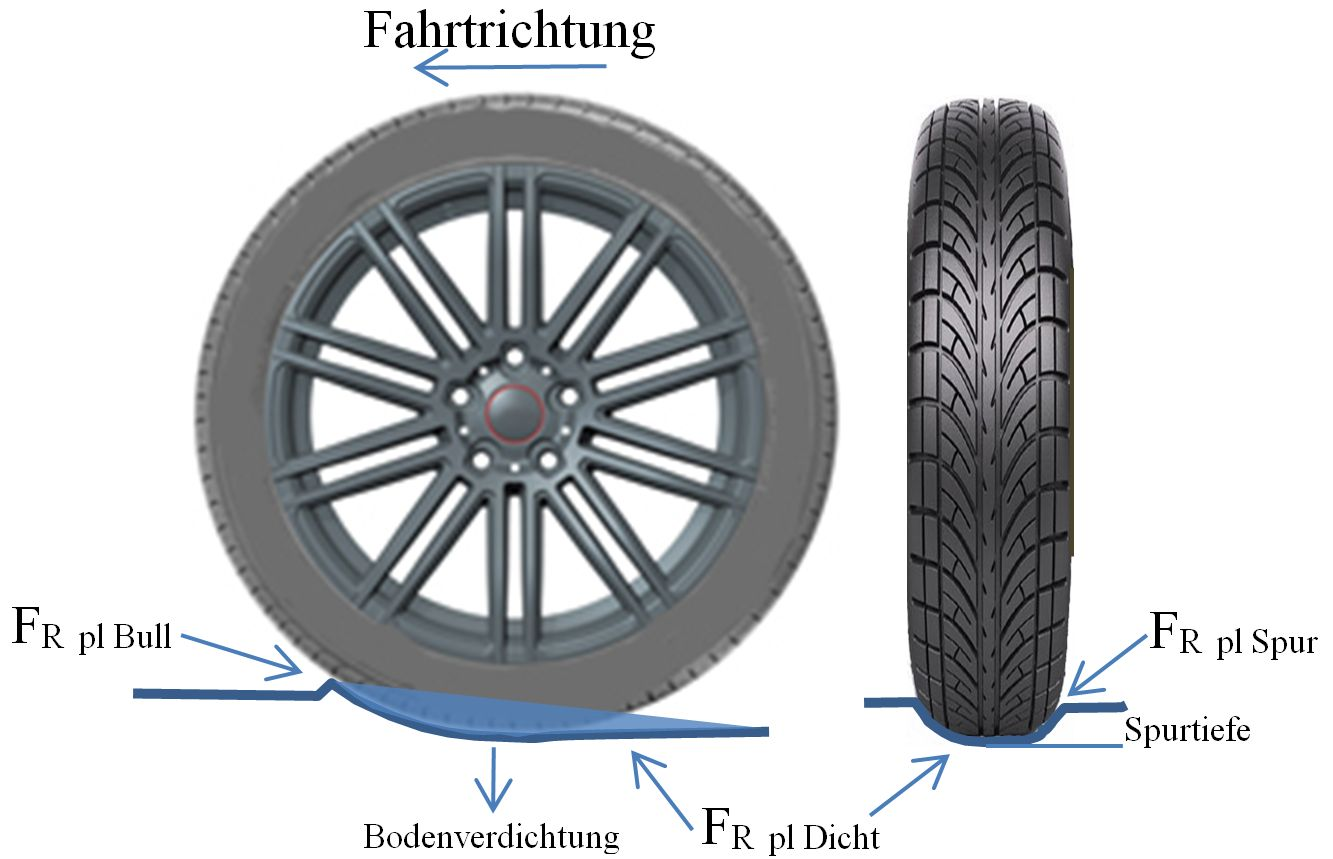
Darstellung der Radwiderstandskraft auf einer plastisch verformbaren Fahrbahn (z. B. Gelände)

Der Widerstand durch plastisch verformbare Fahrbahnen spielt in der Praxis weitgehend nur bei Geländefahrten auf unbefestigten Trassen eine Rolle. Der Verformungswiderstand des Untergrunds ist dabei die zentrale Komponente und kann bei weichem Untergrund auch mehr als 15 % der Fahrzeuggewichtskraft betragen. Der Radwiderstand FR pl kann das 10- bis 100-fache des eigentlichen Rollwiderstands aufweisen. Diese zusätzliche Radwiderstandskraft FR pl ergibt sich im Wesentlichen aus den drei Komponenten, dem:
- Verdichtungswiderstand (FR pl dicht),
- Verdrängungs- oder „Bulldozing“-Widerstand (FR pl Bull) und der
- Seitenwandreibung in der Spurrille (FR pl Spur)

Daraus ergibt sich vereinfacht die Formel: FR pl = FR pl dicht + FR pl Bull + FR pl Spur